# Thracia kuwayamae
Thracia kuwayamae är en insektsart som beskrevs av Matsumura 1913. Thracia kuwayamae ingår i släktet Thracia och familjen Derbidae. Inga underarter finns listade i Catalogue of Life.